# Sextante de horizonte artificial

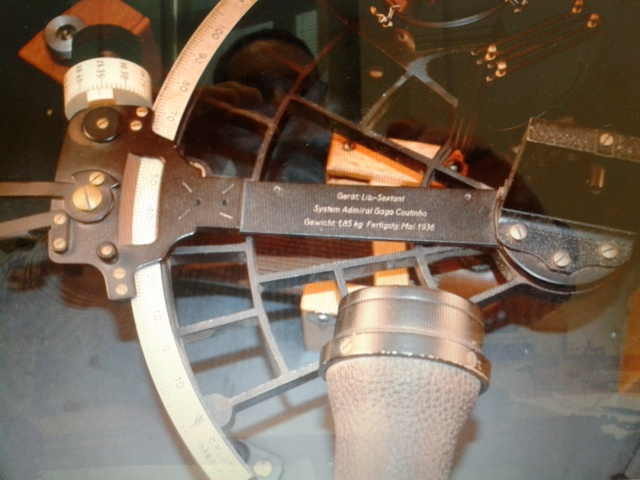
Imagem do sextante de horizonte artificial

O Sextante de horizonte artificial ou Sextante de bolha  é um dispositivo de navegação aérea para a medição da altura de um astro sem que seja necessário recorrer ao horizonte de mar, dispositivo esse inventado pelo almirante português Gago Coutinho.
Através do sextante de bolha é possível materializar um horizonte artificial através de um nível de bolha de ar, ficando a leitura da altura de um astro (sol ou outros corpos celestiais) independente da possibilidade de visualização do horizonte. Tratou-se de uma adaptação do clássico sextante da marinha às condições de navegação aérea, em que, frequentemente, se experimentam dificuldades de visualização da linha do horizonte, devido ao facto dos aviões com frequência voarem acima desta linha e também a nebulosidade. O sextante é ainda dotado de um sistema de iluminação elétrico do nível de bolha. O dispositivo permitia assim efetuar medições de dia e de noite, navegar sem recurso à visualização de referências terrestres e com um rigor de alguns minutos de grau, permitindo planear a navegação com uma margem de erro da ordem da dezena de quilómetros.
A invenção revolucionaria os métodos de navegação aérea, permitindo realizá-la com precisão, sem qualquer auxílio exterior e assinalou o nascimento do que proporcionaria o atual horizonte artificial, para o voo por instrumentos.

## História
Depois da Primeira Guerra Mundial os aviadores pioneiros da Europa e América do Norte estavam confrontados com o desafio de fazer longas viagens acima dos oceanos, sem pontos geográficos de referência. A navegação aérea era feita, para efeitos de determinação da posição geográfica, com recurso a mapas e à visualização da terra. A invenção do sextante de horizonte artificial marcou o início da navegação aérea em que a posição geográfica passou a ser feita por observação astronómica.
Em 1919, Gago Coutinho descreveu pela primeira vez o sistema de horizonte artificial o qual incluía um nível de bolha embutido na estrutura de um sextante convencional, tendo-o designado de astrolábio de precisão.  Para experimentar os processos de navegação aérea em desenvolvimento, Sacadura Cabral e Gago Coutinho fizeram diversas viagens juntos, incluindo a primeira viagem aérea entre Lisboa e Funchal, em 1921, e com o objetivo de aperfeiçoar os métodos de observação astronómica idealizados. Mais tarde, em 1922, os mesmos navegadores atravessaram pela primeira vez, a bordo de um avião, o Atlântico Sul, usando, entre Lisboa (Portugal) e o Recife (Brasil) os métodos de navegação de Gago Coutinho que incluíam o uso do sextante de bolha e uma outra invenção a que chamou o “corretor de rumos” destinada a fazer compensações expeditas da rota tendo em conta o vento.
Por autorização da Marinha portuguesa, a invenção começou a ser produzida pelo prestigiado fabricante alemão de sextantes Plath sob a designação System Admiral Gago Coutinho. O primeiro instrumento fabricado pela Plath foi testado em 1927 num voo a bordo do avião Argos, entre Lisboa e o Rio de Janeiro e tripulado pelo capitão Jorge Castilho. O sistema, porém nunca foi patenteado. O fabricante Hughes de Londres também produziu sextantes de acordo com os princípios da invenção. Em 1929, o capitão Wittenman navegou o Graf Zeppelin numa volta ao mundo usando o sextante de Gago Coutinho. Este resultado espetacular fez com que a invenção fosse a grande atração do Festival Aéreo (Air Show) de Berlim, em 1930. Nos anos subsequentes, a invenção foi usada pelas principais companhias aéreas do mundo.

## Caracterização técnica do Sistema Gago Coutinho
A invenção de Gago Coutinho caracterizou-se por resultar da adaptação de um sextante convencional onde é instalado um nível de bolha e um sistema de espelhos e ótico, de tal forma que a linha do horizonte deixava de ser necessária para determinar a altitude de um astro. A altitude é determinada pelo sextante, medindo o ângulo entre o corpo celestial observado e uma linha horizontal de referência. Com a artificialização da linha do horizonte conseguia-se a vantagem adicional de realização de leituras noturnas ou em fracas condições de visibilidade, pela utilização de um sistema de iluminação elétrica. 
O sistema inicial incluía apenas um nível para indicar a horizontalidade, mas posteriormente evoluiu para um que incluía um segundo nível de bolha para indicar a verticalidade.
De acordo com a invenção, o corpo celestial é levado a convergir com a 1ª bolha o que indica a horizontalidade. A 2ª bolha indica a inclinação vertical. A principal vantagem deste sistema é que o corpo celestial, a referência horizontal e a inclinação, podem ser observadas simultaneamente num só campo de visão. Dois níveis de bolha, dispostos perpendicularmente um relativamente ao outro, e na linha de visão, são montados num estrutura triangular e um sistema de espelhos, inclinados a 45º, fazem convergir para uma lente especial a imagem refletida das bolhas.